# Kamiel Van De Perre
Kamiel Van de Perre (Turnhout, 12 februari 2004) is een Belgisch voetballer die onder contract ligt bij Union Sint-Gillis. 

## Clubcarrière
Van de Perre ruilde in 2015 de jeugdopleiding van Lierse SK voor die van KRC Genk. Eerder speelde hij ook bij de jeugd van KFC De Kempen. In juni 2019 ondertekende hij zijn eerste contract bij Genk. In april 2021 werd zijn contract opengebroken tot 2024.
Op 14 augustus 2022 maakte Van de Perre zijn debuut in het profvoetbal in het shirt van Jong Genk, het beloftenelftal van Genk dat vanaf het seizoen 2022/23 uitkomt in Eerste klasse B: op de openingsspeeldag kwam hij aan de aftrap tegen Lierse Kempenzonen, een wedstrijd die Jong Genk uiteindelijk met 4-1 won. Van de Perre werd in deze wedstrijd vlak voor afloop van de reguliere speeltijd naar de kant gehaald voor Maarten Swerts.
Op 4 juni 2024 raakte bekend dat Van de Perre zijn loopbaan verder zet bij Union SG. Hij tekende er een contract tot 2028.

## Clubstatistieken
| Seizoen         | Club              | Land            | Competitie      | Competitie | Competitie | Beker | Beker | Supercup | Supercup | Europees | Europees | Totaal | Totaal |
| Seizoen         | Club              | Land            | Competitie      | Wed.       | Dlp.       | Wed.  | Dlp.  | Wed.     | Dlp.     | Wed.     | Dlp.     | Wed.   | Dlp.   |
| --------------- | ----------------- | --------------- | --------------- | ---------- | ---------- | ----- | ----- | -------- | -------- | -------- | -------- | ------ | ------ |
| 2022/23         | Jong Genk         | Vlag van België | Eerste klasse B | 25         | 0          | —     | —     | —        | —        | —        | —        | 25     | 0      |
| 2023/24         | Jong Genk         | Vlag van België | Eerste klasse B | 26         | 0          | —     | —     | —        | —        | —        | —        | 26     | 0      |
| 2024/25         | Union Sint-Gillis | Vlag van België | Eerste klasse A |            |            |       |       |          |          |          |          |        |        |
| Carrière totaal | Carrière totaal   | Carrière totaal | Carrière totaal | 51         | 0          | 0     | 0     | 0        | 0        | 0        | 0        | 51     | 0      |

Bijgewerkt op 16 juli 2023.
1 Chambaere ·
4 Rasmussen ·
5 Mac Allister ·
6 Van De Perre ·
7 Kabangu ·
8 Lazare ·
9 Ivanović ·
10 El Hadj ·
11 Teklab ·
12 David ·
13 Rodríguez ·
14 Imbrechts ·
15 Traoré ·
16 Burgess ·
19 François ·
21 Castro-Montes ·
23 Boufal ·
24 Vanhoutte ·
25 Khalaili ·
26 Sykes ·
27 Sadiki ·
28 Machida ·
48 Leysen ·
49 Moris  ·
77 Fuseini ·
85 Dony ·
Coach: Pocognoli
· Assistent-coach: Meert
· Assistent-coach: Kopyt
· Keeperstrainer: Hermans